# Hasan Prishtina
Hasan Prishtina bég (nevének ejtése hasan pɾiʃtina; albánul: Hasan Bej Prishtina, eredetileg Hasan Berisha; Vushtrri, 1873 – Görögország, Szaloniki, 1933. augusztus 13.) albán politikus, 1921-ben öt napig Albánia miniszterelnöke. A koszovói albán nemzeti mozgalom kiemelkedő alakja.
Koszovói földbirtokos család sarjaként Konstantinápolyban végzett jogot és politikatudományt. Az ifjútörök forradalom után, 1908–1912 között a török parlament képviselője volt (nevét is ekkor változtatta meg Berisháról Prishtinára, a koszovói város után). Az első Balkán-háború kitörésével nyilvánvalóvá vált, hogy az Oszmán Birodalom nem tudja az albánoknak megígért szabadságjogokat és autonómiát megadni. Ezért Isa Boletinival és Bajram Currival a koszovói albánok nemzeti mozgalmának élére állt, és a szűkebb hazáját fenyegető szerbek és montenegróiak ellen harcolt. A Balkán-háborút lezáró londoni és bukaresti egyezmény végül elszakította Albániától Koszovót.
Prishtina ekkor az immár független Albániában politizált tovább. Vilmos fejedelem uralkodása alatt, Turhan Përmeti kormányában postaügyi miniszter volt. Az első világháború zűrzavarát olaszországi emigrációban vészelte át. 1918-ban visszatért hazájába, és Bajram Currival megalakították a Koszovói Nemzetvédelmi Bizottságot. Céljuk Koszovó Albániához csatolása, a szerbek kiűzése volt. 1919 októberében a párizsi békekonferenciára érkező koszovói albán delegáció tagja volt, s Albánia és Koszovó egyesítéséért szállt síkra, de észrevételeiket nem vették figyelembe a nagyhatalmak.
1920-ban részvételével szervezték meg a januári lushnjai kongresszust, amely a leendő Albánia közjogi alapjait volt hivatott megteremteni. 1921 áprilisától Dibra képviselője volt az albán nemzetgyűlésben, s hamar a Koszovó csatlakozását ellenző Amet Zogu ellenzékéhez csatlakozott. December 7-én kormányalakítási megbízást kapott, Zogu azonban polgárháború kirobbantását helyezte kilátásba, amennyiben posztján marad. Prishtina kerülni akarta a vérontást, s kabinetjét december 12-én feloszlatta. 1922-ben – immár belügyminiszterként – Zogu valamennyi koszovói küldöttől, köztük Prishtinától is megvonta mandátumát, s kizárta őket a nemzetgyűlés munkájából.
Prishtina ezt követően szűkebb hazájába távozott, és – ismét Bajram Currival – a koszovói albánok ellenállását vezette, s februárban létrehozták a nemzet területi egységéért harcoló Koszovói Bizottságot (Komiteti i Kosovës). 1923 januárjában fegyveres felkelést robbantottak ki, és a szerb csapatokra, illetve Zogu kormányerőire egyaránt lecsaptak. A felkelés vezetőit a tiranai bíróság távollétükben halálra ítélte. A felkelés leverése után Prishtina Bécsbe ment, ahol Aqif Elbasanival az Ellenzéki Bizottság munkáját irányította. Elképzelésük szerint Albánia demokratikus megújulásának legfőbb akadálya Zogu és hívei, ezért minden további lépés előfeltételéül el kell őket távolítani az országból. Erre meg is érett a helyzet, s 1924-ben a júniusi forradalom elmozdította Zogut a posztjáról, s Fan Noli alakíthatott kormányt.
Noli polgári demokratikus kormánya változtatott a korábbi Koszovó-politikán. A miniszterelnök Prishtinát bízta meg azzal, hogy egy koszovói albán küldöttség élén utazzon a Népszövetség székhelyére, Genfbe és hivatalosan is tegyen panaszt a Szerb–Horvát–Szlovén Királyság koszovói politikája ellen. Prishtina delegációja eredmény nélkül tért vissza Svájcból.
Miután Zogu szerb segítséggel 1924 decemberében elűzte Noli kormányát, Prishtina elhagyta Albániát. A szerb politikai rendőrség letartóztatta, és 1931-ig egy belgrádi börtönben sínylődött. Szabadulása után a görögországi Szalonikiba költözött, 1933-ban itt követett el ellene sikeres merényletet Ibrahim Çelo, feltehetően Zogu embere. Prishtina földi maradványait a koszovói határ közelében, Kukësban temették el.